# Can Bellsolà
Can Bellsolà és una masia del municipi de Cardedeu (Vallès Oriental) protegida com a bé cultural d'interès local.

## Descripció
Masia d'una considerable extensió amb barri tancat. L'edifici consta d'una part central coberta a quatre vessants amb el carener paral·lel a la façana i dos cossos afegits a cada costat, formats per tres arcs i una torratxa. Té portal de mig punt dovellat, de dovelles en ventall i quatre balcons al primer pis, de llinda plana. El conjunt de l'edifici és molt simètric. A la part central les obertures, excepte la porta central, són de llinda plana, mentre que als laterals les obertures formen arcs. Entre dos balcons, al primer pis, hi ha un gran escut amb dues feres rampants i la data de 1587. A la part baixa de l'escut hi ha la data de la restauració de la casa: 1861. Està orientada a migdia. A l'interior, a la sala del pis principal, es conserven uns magnífics teginats al sostre.

## Història
Aquesta casa i la de la Fleca Vella, amb data de 1550, són els edificis cardedeuencs que porten inscripcions més antigues. Al plànol de 1777 està dissenyada la masia de Can Bellsolà, que apareix amb la mateixa estructura que conserva avui. Davant de la casa, en la carrereta de Vilamajor, apareix també una creu, avui desapareguda, anomenada "Sto. Christo del Bellsolà". Es tracta d'una casa senyorial, tant per les seves dimensions com pel refinament en la tipologia artística de la masia.